# أبطال السلاحف (مسرحية)
أبطال السلاحف هي مسرحية أطفال كويتية عرضت عام 1991, وهي من تأليف وإنتاج وبطولة الفنان عبد الرحمن العقل وشاركه كل من محمد جابر وجمال الردهان وعبد الناصر درويش وكذلك المطربة نوال الكويتية في أول تجربة مسرحية لها حيث شاركت كمطربة فقط, بالإضافة لمشاركة الفنانين المبتدئين وقتها مثل سماح ومنى شداد وعادل اليحيى وغيرهم .

## نبذة عن المسرحية
فكرة وشخصيات  المسرحية مستوحاة من المسلسل التلفزيوني الشهير سلاحف النينجا, اما الأحداث فكانت تشير إلى العدوان العراقي على دولة الكويت عام 1990, حيث أن شخصية فرام وعصابته (الجيش العراقي) يقومون باحتلال إحدى القرى فيلتقي اهلها بابطال السلاحف الأربعة ويتعاونون معاً إلى أن يتخلصون من فرام وعصابته.
حملت المسرحية كافة عناصر النجاح والجذب بدءا من شخصيات سلاحف النينجا التي أحدثت نجاحا مدويا في نهاية الثمانينات وبداية التسعينات, مرورا بقيام نجم مسرح الطفل الأول في الخليج العربي عبد الرحمن العقل ببطولتها وتوليه إنتاجها وتأليفها وتصميم الاستعراضات, انتهاء بفكرة المسرحية ذات الطابع السياسي والتي تتحدث عن صراع الخير والشر مشيرة إلى أحداث سنة 90.